# Lagidium viscacia perlutea
La vizcacha de la sierra o chinchillón (Lagidium viscacia perlutea) es una de las subespecies en que se subdivide la especie Lagidium viscacia, un roedor de la familia de las chinchillas. Se distribuye en el centro-oeste de Sudamérica.

## Taxonomía
Esta subespecie fue descrita originalmente como una buena especie en el año 1907, por el mastozoólogo británico Michael Rogers Oldfield Thomas, bajo la combinación científica de Viscaccia perlutea.
Holotipo
El holotipo designado es el catalogado como: B.M. número 2.2.2.89 bis. Es un macho adulto colectado (junto con otro espécimen) el 22 de octubre de 1901 por Perry O. Simons. Fue depositado en el Museo Británico y luego transferido al Museo de Historia Natural, de Londres
Localidad tipo
La localidad tipo referida es: “Pampa Aulliaga (Pampa Aullagas) a una altitud de 3800 msnm, en las coordenadas: 19°30′S 67°W), departamento de Oruro, Bolivia”.
Etimología
Etimológicamente, el término subespecífico perlutea refiere al tono amarillo yema ventral.
Relaciones filogenéticas
En el año 1940, J. R. Ellerman la rebaja a subespecie: "Lagidium viscaccia perlutea", con incorrecto nombre específico.
En 1997, S. Anderson sinonimiza en ella a Lagidium viscacia vulcani, lo cual no fue seguido por otros autores.
Un estudio determinó que la distancia genética que separa L. v. perlutea de L. v. viscacia es de 5,0 a 5,4 %.

## Distribución
Esta subespecie se distribuye en montañas del sudoeste de Bolivia, en los departamentos de: Chuquisaca, Oruro, Potosí y Tarija, en el sector oriental de la Región de Antofagasta del norte de Chile (Talabre) y en la provincia de Jujuy, en el noroeste de la Argentina.

### Localidades en Bolivia
Chuquisaca
- Tarabuquillo (9,7 km al noroeste).

Oruro
- Oruro,
- Callipampa,
- Pampa Aullagas.

Potosí
- Potosí (alrededores de la ciudad),
- Montes Caricari,
- Llica, provincia de Nor Lípez,
- Chocaya,
- Oploca, Finca Salo,
- Villa Alota (9 km al oeste),
- Lípez,
- Silala, cerca de la frontera con Antofagasta, Chile,
- Río Quetena, Quetena Chico,
- Laguna Colorada (reserva nacional de fauna andina Eduardo Abaroa),
- Pampa de Inca, Laguna Totoral,
- Laguna Busch o Kalina,

Tarija
- Tambo,
- Sama.

## Características
Este taxón es un roedor bastante grande. La longitud del cráneo es de 82 mm. Exhibe grandes ojos oscuros y orejas siempre erectas, largas, protegidas por pelos. A ambos lados del hocico tiene muy largas vibrisas, rígidas, oscuras, las que apuntan hacia abajo y hacia atrás. Tanto sus molariformes como sus incisivos crecen en forma continua.
Posee un pelaje suave, denso y lanoso, con pelos de 28 mm de longitud. Exhibe un patrón cromático en la cabeza gris más claro que en Lagidium peruanum lutea. Contrasta con el color dorsal una línea longitudinal vertebral muy definida de color oscuro, la cual presenta cerca de 200 mm de longitud.
Ventralmente el pelaje es bien anteado en lugar del crema-bayo de L. p. lutea.
Todas sus extremidades tienen 4 dedos; las almohadillas plantares son las únicas zonas desnudas de pelaje de todo su cuerpo; los pelos de los pies son crema-bayos. Las patas anteriores son más cortas, y sus débiles uñas no le sirven para cavar. Las posteriores cuentan con pies de 100 mm; son mayores y tienen una fuerte musculatura, que le permite escapar de sus predadores saltando entre las rocas.
La cola es alargada, de una coloración bicolor no claramente definida, y está cubierta por pelos largos, los que en su parte dorsal son amarillentos y muestran mayor longitud y rigidez, concluyendo en su extremo en un mechón con forma de pincel, el cual es más oscuro, al igual que los pelos de la parte inferior de la cola. Esta, normalmente, se encuentra doblada hacia arriba; solamente la libera de esa posición cuando se desplaza entre las rocas, en razón de que cumple una función de balance para mantener la estabilidad durante sus grandes saltos.

## Historia natural
Muchos de los aspectos de su historia de vida se conocen poco o aún son especulativos, por lo que mayores estudios científicos se necesitan. 
Hábitat
Esta subespecie vive en regiones altiplánicas, en altitudes comprendidas entre los 3200 y los 4800 m s. n. m. o más. Sus hábitats característicos siempre poseen abundantes rocas y vegetación no arbórea, rala, incluso desértica; especialmente prefieren acantilados, bardas aisladas, roquedales de cañadones y fuertes pendientes, así como en enclaves rocosos que emergen de altiplanicies, siempre en ambientes agrestes. 
Hábitos
Posee hábitos diurnos, con mayor actividad en las primeras y últimas horas del día. Es de costumbres gregarias, viviendo en grupos familiares o colonias. Cada individuo o pareja defiende un pequeño territorio, el cual se centra en la grieta entre las rocas que utilizan como guarida y una superficie de su derredor, la que incluye un área con tierra suelta que es empleada como revolcadero para empolvar su pelaje con el objetivo de que este conserve sus cualidades aislantes. También suele contar con una plataforma rocosa o balcón de descanso, donde toma baños de sol y sobre el cual la pareja realiza entre sí sesiones de espulgamiento y acicalamiento. Para mantenerse comunicados o alertar la presencia de posibles predadores, emiten una serie de sonidos de contacto y alarma.
Dieta y depredadores
Se alimenta solamente de vegetales, en especial de gramíneas. Durante el invierno no hibernan; frente a temporadas de frío riguroso pueden descender altitudinalmente buscando mejores condiciones de vida.
Entre sus posibles predadores se encontrarían el puma (Puma concolor), el zorro colorado andino Lycalopex culpaeus andinus), el gato andino (Leopardus jacobitus) y grandes aves rapaces de hábitos diurnos, en especial el águila mora (Geranoaetus melanoleucus).
Reproducción
Se conoce muy poco de sus hábitos de cría. La temporada reproductiva abarcaría desde la primavera hasta el fin del verano. La hembra podría ser poliéstrica, pudiendo parir 2 o 3 veces cada año, si las condiciones le son propicias. Luego de un periodo de gestación de entre 120 y 140 días, dentro de su refugio entre las rocas da a luz a una única cría (raramente 2), la que ya nace con buen desarrollo, los ojos abiertos y la capacidad de complementar con vegetales la lactancia materna, la cual dura unos 60 días. Al llegar su peso a 1 kg, alcanza su madurez sexual, esto ocurre entre los 7 y los 12 meses de vida.
Conservación
Su captura por los humanos fue mayor en el pasado. Es cazada solo localmente, para aprovechar su carne y, en menor medida, su piel, de escasa calidad y valor comercial. Al poseer un hábitat poco utilizable desde el punto de vista agropecuario, no ha sido alterado, por lo cual el estado de conservación de sus poblaciones no presentaría problemas.